# Quijano (Piélagos)

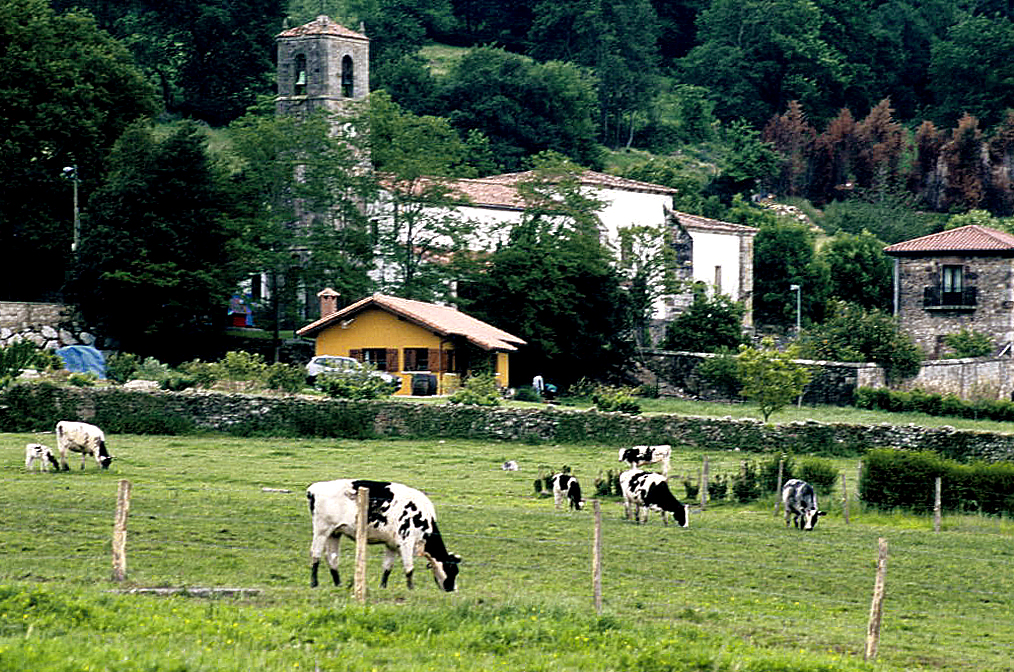
Quijano (2007)

Quijano ist eine Ortschaft der spanischen Gemeinde Piélagos in Kantabrien. Sie liegt 35 Meter über dem Meeresspiegel. Im Jahr 2011 lebten in Quijano 324 Einwohner.

## Einwohnerentwicklung
| Jahr | Einwohner |
| ---- | --------- |
| 2000 | 271       |
| 2001 | 270       |
| 2002 | 269       |
| 2003 | 268       |
| 2004 | 269       |
| 2005 | 262       |
| 2006 | 263       |
| 2007 | 296       |
| 2008 | 310       |
| 2009 | 312       |
| 2010 | 313       |